# Dimény István
Dimény István, családi neve 1947-ig Herczka (Budapest, 1913. augusztus 17. – Budapest, 1973. június 19.) magyar író, újságíró.

## Életpályája
Középiskolai és felső-kereskedelmi tanulmányait Temesvárt végezte. A 6 Órai Újság szerkesztőségében kezdte meg újságírói pályáját 1930-ban. Korán bekapcsolódott a kommunista mozgalomba. 1933-ban letartóztatták és a szigurancán megkínozták. 1935-ben a temesvári Új Század főszerkesztője, 1942-ben munkatáborba vitték Ukrajnába, majd Palesztinába került, 1947-ben tért haza, részt vett a Bánsági Írás szerkesztőbizottságában, 1948-tól a Szabad Szó főszerkesztője, majd Bukarestben a Művelődés szerkesztőségi főtitkára (1955-58). 1958-ban vonult nyugdíjba.

## Munkássága
Karcolatait, novelláit, művészeti írásait az Utunk, Irodalmi Almanach, Igaz Szó s a napisajtó közölte. A Munkássegély kiadásában jelent meg Kerek, mint a földgolyó (Temesvár, 1932) c. munkája, saját maga adta ki Cinquez rabságának, lázadásának és leveretésének hiteles története (Temesvár, 1936) c. szimbolikus hősköltemény-kísérletét (Szőnyi István metszeteivel, bibliofil kiadásban), versekkel szerepelt az Írások (Lugos, 1938) c. gyűjteményes kötetben.
A második világháború után szerkesztette és bevezette Fogj bátran tollat c. alatt "népköztársaságunk 44 magyar dolgozójának versei"-t (Kolozsvár, 1950). Ez időben megjelenő könyveiben (Kovács Pál új élete. Irodalmi riport, 1949; Öntők. Novella, 1953) a munkásságban végbemenő változást igyekezett kifejezésre juttatni, didaktikus jellegű drámáiban is a pártosság közvetlen irodalmi kifejezésére törekedett (Nyugalmas vasárnap, 1958; Olvasd és add tovább, 1961, egyidejűleg románul is, német fordítás 1962-ben).
Karcolatainak, novelláinak válogatott gyűjteménye, a Köznapi élmény (1963) a bukaresti kisemberek rajzával hozott újat a romániai magyar irodalomban. Sűrűn jelentek meg képzőművészeti kritikái. Szőnyi István művészi útját elemző monográfiája (románul, 1964) érdeklődésének ezt az oldalát világítja meg. Gyermekeknek szól a Jancsi, Karcsi és a plasztelin (1965). Posztumusz verskötetét Az élet peremén (1977) c. alatt az RMI sorozat számára sajtó alá rendezte és előszóval ellátta Szász János.